# Daumazan-sur-Arize
Daumazan-sur-Arize – miejscowość i gmina we Francji, w regionie Oksytania, w departamencie Ariège. Nazwa miejscowości pochodzi od słowa Dalmatianus, oznaczającego "należący do Dalmacjusza".
Według danych na rok 1990 gminę zamieszkiwało 617 osób, a gęstość zaludnienia wynosiła 45 osób/km² (wśród 3020 gmin regionu Midi-Pireneje Daumazan-sur-Arize plasuje się na 510. miejscu pod względem liczby ludności, natomiast pod względem powierzchni na miejscu 839.).